# Cambuston
Cambuston est un important lieu-dit de l'île de La Réunion, département d'outre-mer français dans le sud-ouest de l'océan Indien. Il s'agit d'un quartier de la commune de Saint-André, dans le nord-est du territoire.
En 2022, est créé un laboratoire de transformation de fruits et légumes grâce au soutien financier de l'État et du département.